# خیابان فرمانیه
خیابان فرمانیه یا خیابان شهید دکتر لواسانی خیابان اصلی منطقه فرمانیه واقع در منطقه ۱ شهرداری تهران است که جهت شرقی-غربی دارد. این خیابان به نام سید محمدباقر حسینی لواسانی، مؤسس سازمان بهزیستی و نماینده دوره اول مجلس شورای اسلامی نامگذاری گردیده‌است.
این خیابان از چهارراه فرمانیه (تقاطع خیابانهای پاسداران، فرمانیه، نارنجستان هفتم و بوستان) آغاز و تا چهارراه کامرانیه (تقاطع خیابانهای کامرانیه، فرمانیه و بلوار اندرزگو) ادامه دارد؛ سپس یک انشعاب از این خیابان از چهارراه کامرانیه به سوی شمال غرب حرکت می‌کند و سرانجام به سه راه عمار (تقاطع خیابان‌های دزاشیب، عمار و فرمانیه) منتهی می‌شود. خیابان کامرانیه، خیابان فرمانیه را به دو قسمت شرقی و غربی قسمت می‌کند. این خیابان از طریق ایستگاه متروی قیطریه و ایستگاه متروی اقدسیه قابل دسترسی است.

## تقاطع‌ها و برخوردها
| از شرق به غرب                                             | از شرق به غرب    | از شرق به غرب |
| --------------------------------------------------------- | ---------------- | ------------- |
| خیابان پاسداران خیابان نارنجستان هفتم خیابان بوستان       | چهارراه فرمانیه  |               |
| خیابان سنبل (سلمان‌پور ظهیر)                               |                  |               |
| خیابان دیباجی شمالی                                       |                  |               |
| خیابان مهماندوست (سعیدی)                                  |                  |               |
| خیابان ثروتی                                              |                  |               |
| خیابان کامرانیه شمالی خیابان کامرانیه جنوبی بلوار اندرزگو | چهارراه کامرانیه |               |
| خیابان صالحی شمالی                                        |                  |               |
| خیابان آریا                                               | سه‌راه آریا       |               |
| خیابان آقایی                                              |                  |               |
| خیابان وطن‌پور شمالی                                       |                  |               |
| خیابان دزاشیب (کبیری) خیابان عمار                         | سه‌راه عمار       |               |
| از غرب به شرق                                             |                  |               |